# Judy Collins

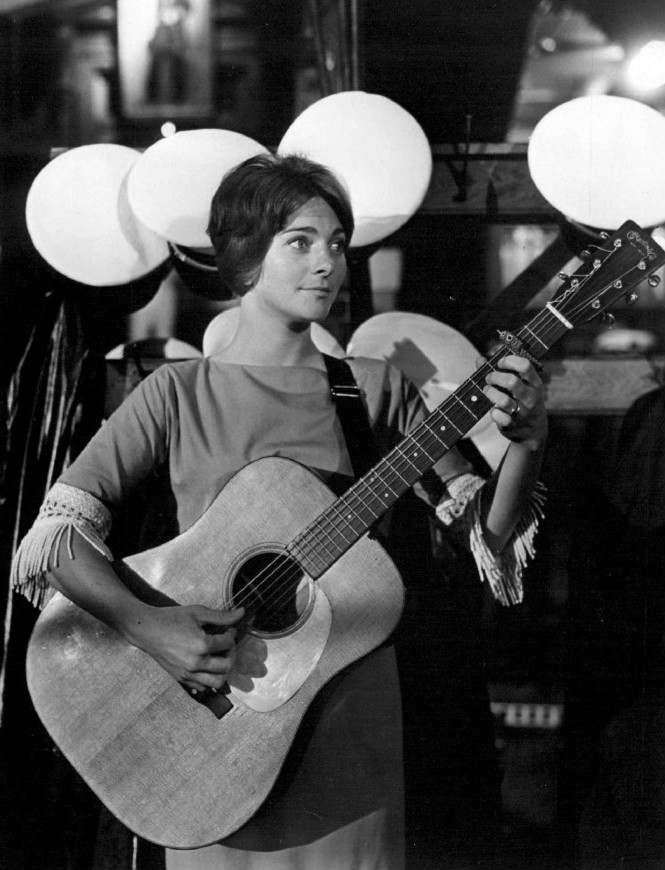
Judy Collins w czasie występu w programie telewizyjnym Hootenanny w 1963 roku

Judy Collins (właśc. Judith Marjorie Collins, ur. 1 maja 1939 w Seattle) – amerykańska piosenkarka folkowa i autorka tekstów, ambasador dobrej woli UNICEF.

## Dyskografia
Albumy studyjne i koncertowe
- Maid of Constant Sorrow (1961)
- The Golden Apples of the Sun (1962)
- Judy Collins #3 (1964)
- The Judy Collins Concert (1964)
- Judy Collins' Fifth Album (1965)
- In My Life (1966)
- Wildflowers (1967)
- Who Knows Where the Time Goes (1968)
- Whales and Nightingales (1970)
- Living (1971) (Live)
- True Stories and Other Dreams (1973)
- Judith (1975)
- Bread and Roses (1976)
- Hard Times for Lovers (1979)
- Running for My Life (1980)
- Times of Our Lives (1982)
- Home Again (1984)
- Trust Your Heart (1987)
- Sanity and Grace (1989)
- Fires of Eden (1990)
- Baby's Bedtime (1990)
- Baby's Morningtime (1990)
- Judy Sings Dylan... Just Like a Woman (1993)
- Come Rejoice! A Judy Collins Christmas (1994)
- Shameless (1994)
- Voices (1995)
- Live At Newport (1959-1966) (1996)
- Christmas at the Biltmore Estate (1997)
- All on a Wintry Night (2000)
- Judy Collins Live at Wolf Trap (2000)
- Judy Collins sings Leonard Cohen (2004)
- Portrait of an American Girl (2006)

Kompilacje
- Recollections (1969)
- Both Sides Now (1971)
- Colors of the Day (1972) (Greatest Hits)
- So Early in the Spring (1977)
- Forever: An Anthology (1997)
- Both Sides Now (1998)
- Classic Broadway (1999)
- Judy Collins Sings Leonard Cohen: Democracy (2004)
- The Essential Judy Collins (2004)